# Michail Robertowitsch Kobalija
Michail Robertowitsch Kobalija (russisch Михаил Робертович Кобалия, Schreibweise beim Weltschachbund FIDE Mikhail Kobalia; * 3. Mai 1978) ist ein russischer Schachspieler und -trainer. Seit Januar 2023 tritt er unter der Flagge der FIDE an.

## Erfolge als Jugendlicher
Als Jugendlicher besuchte er die Moskauer Pionier-Schach-Schule von Alexander Mazia.
Bei der U16-Europameisterschaft 1994 in Băile Herculane belegte er den zweiten Platz, bei U18-Weltmeisterschaften wurde er 1995 in Guarapuava Dritter, 1996 in Cala Galdana Zweiter. Erneut Zweiter wurde er bei der U18-Europameisterschaft 1996 in Rimavská Sobota.

## Erfolge als Erwachsener
Am vierten Brett der Mannschaft Russland II nahm er an der Schacholympiade 1998 in Elista teil. Dort gelangen ihm Remispartien gegen Alexander Morosewitsch, Smbat Lputjan, Jeroen Piket und Ruslan Ponomarjow bei Siegen gegen Kenny Solomon und Joseph Gallagher sowie einer Niederlage gegen K. Sasikiran. Ein Jahr später spielte er für die erste russische Nationalmannschaft bei der Mannschaftseuropameisterschaft in Batumi am dritten Brett mit einem positiven Ergebnis von 4,5 Punkten aus 7 Partien. Bei der russischen Einzelmeisterschaft 1999 in Moskau erreichte er das Halbfinale und schied dort gegen Konstantin Sakajew aus. Im Jahr 2001 gewann er das Tschigorin-Memorial in Sankt Petersburg. Bei der FIDE-Weltmeisterschaft 2001/2002 in Moskau besiegte er in der ersten Runde Konstantin Assejew (3,0:1,0), schied jedoch in der zweiten Runde gegen Michael Adams mit 1,5:0,5 aus. Bei der Einzeleuropameisterschaft 2003 in Silivri wurde er mit einem Punkt Rückstand auf den Sieger Achter. Bei der FIDE-Weltmeisterschaft 2004 in Tripolis siegte er in der ersten Runde gegen Sergei Karjakin (1,5:0,5), scheiterte jedoch in der zweiten Runde an Alexander Beliavsky (1,5:2,5). Beim Schach-Weltpokal 2005 in Chanty-Mansijsk schied er in der ersten Runde gegen Zhang Zhong aus (1,5:2,5). 2005 gewann er das Meisterturnier des Schachfestivals Biel. Beim Schach-Weltpokal 2009, wiederum in Chanty-Mansijsk, schied er erneut in der ersten Runde aus, diesmal gegen Chanda Sandipan (0,5:1,5). Beim Schach-Weltpokal 2011 in Chanty-Mansijsk scheiterte er in der ersten Runde an Igor Lyssy (1:3), beim Schach-Weltpokal 2013 in Tromsø überstand er mit einem 2,5:1,5-Sieg gegen Denis Chismatullin die erste Runde, unterlag jedoch in der zweiten Runde mit dem gleichen Ergebnis dem späteren Turniersieger Wladimir Kramnik.
In der deutschen Schachbundesliga war er in der Saison 2006/07 für die SG Porz gemeldet, er bestritt drei Partien, die er alle gewann. Ansonsten spielte er in der 1. chinesischen Liga (2009 für die Bank of Qingdao, 2013 für Chongqing), in der bosnischen Premijer Liga (Vizemeisterschaft 2002 in Neum mit dem ŠK Kiseljak) und derjenigen der Vereinigten Arabischen Emirate sowie in der spanischen 2. Liga. Im Iran ist er für den Fajr Shams Chess Club aktiv, mit dem er am ersten Brett spielend den dritten Platz beim 1. Asian Club Cup 2008 in al-Ain erreichte. In der arabischen Liga spielte er für die Mannschaft von Dubai. Bei den European Club Cups 2002 und 2003 spielte er für den russischen Verein Tomsk-400, beim Club Cup 2008 für TPS Saransk, in der russischen Mannschaftsmeisterschaft dazwischen für Norilski Nikel Norilsk. Er spielte auch schon für eine Moskauer Stadtauswahl. In der spanischen Mannschaftsmeisterschaft spielte er 2007 für CA Cuna de Dragones-Ajoblanco Mérida.
Michail Kobalija gehörte zeitweilig zu Garri Kasparows Sekundantenteam. 2012 wurde Kobalija der Titel FIDE Senior Trainer verliehen. Bei der FIDE ist er Secretary & Youth Director der Events Commission (EVE).
1995 wurde er Internationaler Meister, seit 1996 trägt er den Großmeister-Titel.